# Maiko

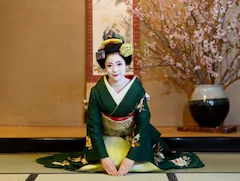
Maikó

A maiko (舞妓) egy olyan személy, aki geikónak (芸子) vagy gésának (芸者) tanul. A maikók („táncoló lány”) tanuló gésák és ez a tanulási szint éveken át tarthat. Egy maiko idősebb gésa mentorától tanul, és követi azt minden programjára. Az oneszannal és az imouto-szannal („idősebb nővér/fiatalabb nővér”) való kapcsolat nagyon fontos. Mivel az oneszan tanítja meg maikóját mindenre a hanamacsi („virágvárosok”) életéről, tanítása létfontosságú. Megtanítja őt, mi a tea felszolgálásának megfelelő menete; megtanítja, hogyan kell samiszenen játszani, táncolni, általános témákról beszélgetni és hasonlók. Az oneszan segít abban is, hogy mi lesz egy maiko új gésaneve, mely eredeti nevéhez kapcsolódik.

## Elnevezés
A tanuló gésák elnevezése maiko, szó szerinti fordításban „táncoló gyermek”, vagy hangjoku, ami „fél ékszernek” fordítható (ez arra utal, hogy fele annyit keresnek, mint a gyakorlott gésák). Még egy általános elnevezésük az osaku, lefordítva „az, aki tölt (alkoholt)”. A maikók fehér sminkje és gondosan kidolgozott kimonója, hajviselete az, melyet a külső szemlélők a gésáknak tulajdonítanak. Annak a nőnek, aki belép a gésa-közösségbe, nem kell maikóként kezdenie, gésaként is indíthatja karrierjét. Máskülönben általában egyéves képzés szükséges, mielőtt akár maikóként, akár gésaként bemutatkozhat. Huszonegy éves kor fölött egy nő már túl idős ahhoz, hogy maiko legyen, ezért a közösségbe való belépéssel egy időben gésává válik. Azonban azok, akik végigmennek a maikók tanulási folyamatán, nagyobb tekintélyt kapnak a későbbiekben.

## Tanulási szintek, feladatok

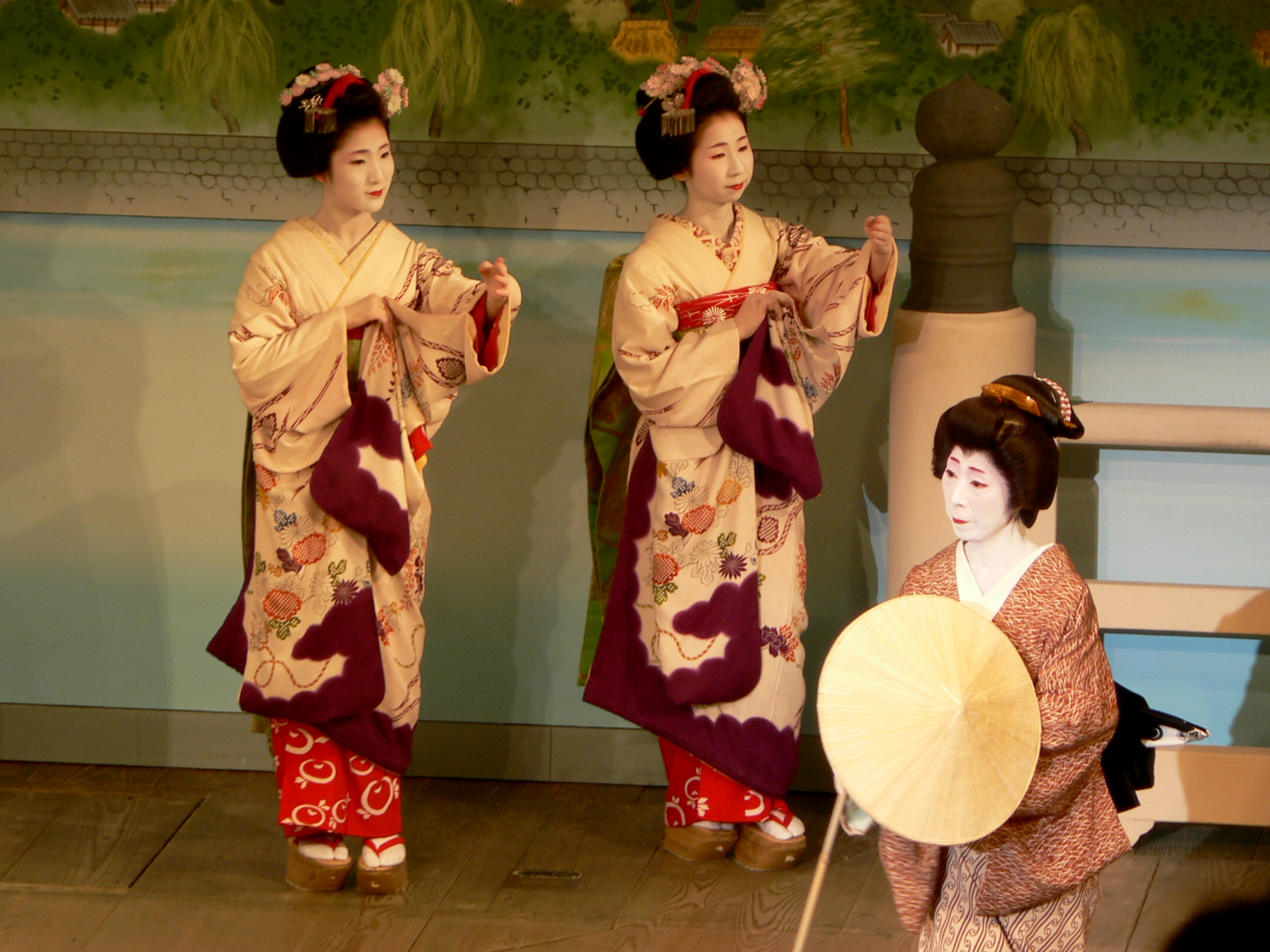
Táncoló maikók és gésa

A maiko a legmagasabb szintű kifinomultságra törekszik a japán vendéglátóipari vállalkozásokban.
Annak a nőnek, aki belép a gésaközösségbe, nem kell maikóként kezdenie, gésaként is indíthatja karrierjét. Máskülönben általában egyéves képzés szükséges, mielőtt akár maikóként, akár gésaként bemutatkozhat. Huszonegy éves kor fölött egy nő már túl idős ahhoz, hogy maiko legyen, ezért a közösségbe való belépéssel egy időben gésává válik. Azonban azok, akik végigmennek a maikók tanulási folyamatán, nagyobb tekintélyt kapnak a későbbiekben.
Egy maiko képzését sikomiként kezdi, ekkor szolgálóként dolgozik az okijában. Legtöbb esetben a tanoncok 5 vagy 6 évig gyakorolnak, míg hivatalosan is maiko válhat belőlük. Utána két választása van: vagy folytatja geikóként (gésaként), vagy kilép. Akármelyiket is választja, mindenképpen nagy hatással lesz rá élete hátralevő részében. Általában a maikók 20 év alatti lányok (régebben 16 év alattiak). Együtt laknak már egy tapasztalt geikóval vagy maikóval és egy sikomiszannal ( lányok, akik maikónak tanulnak) az okami felügyelete alatt. Így élnek együtt egy gyakorlásra és lakhatásra alkalmas helyen, amit okijának hívunk. Fiatalabbak és idősebbek között a kapcsolat és a tanulási folyamat hihetetlenül nehéz. Úgy tartják, hogy nagyon sok jelentkező már az elején feladja maikóvá válást. Az okija minden költséget áll, mint például a mindennapi élet költségeit, élelmet, öltözékeket és a gyakorlati órák költségeit, mint például a táncórák vagy a maikók samiszenje. Emiatt a megállapodás miatt egy maiko 5000 jent keres havonta (a borravalót is megkapja), a bevételének többi része pedig a tanulmányait és gyakorlati óráit fedezi.
A maiko fő feladata, hogy az ozasiki partikon jó hangulatot teremtsen. Szaké, a kliensekkel való társalgás és esetenként még az étel felszolgálása is munkakörébe tartozik. Ha szükséges, teaceremóniát tart, de fontos, hogy mivel még kiskorú, tilos alkoholos italt fogyasztania.

## Megjelenése
A különleges maiko-stílus még az Edo-korból, a kiotói Muromacsi utcáiról ered. Míg fiatalok és még bőven a gyakorlási periódus közepén tartanak, kimonójuk vállban szűkebb, az ujja rövidebb, okobót hordanak és darari no obit. 

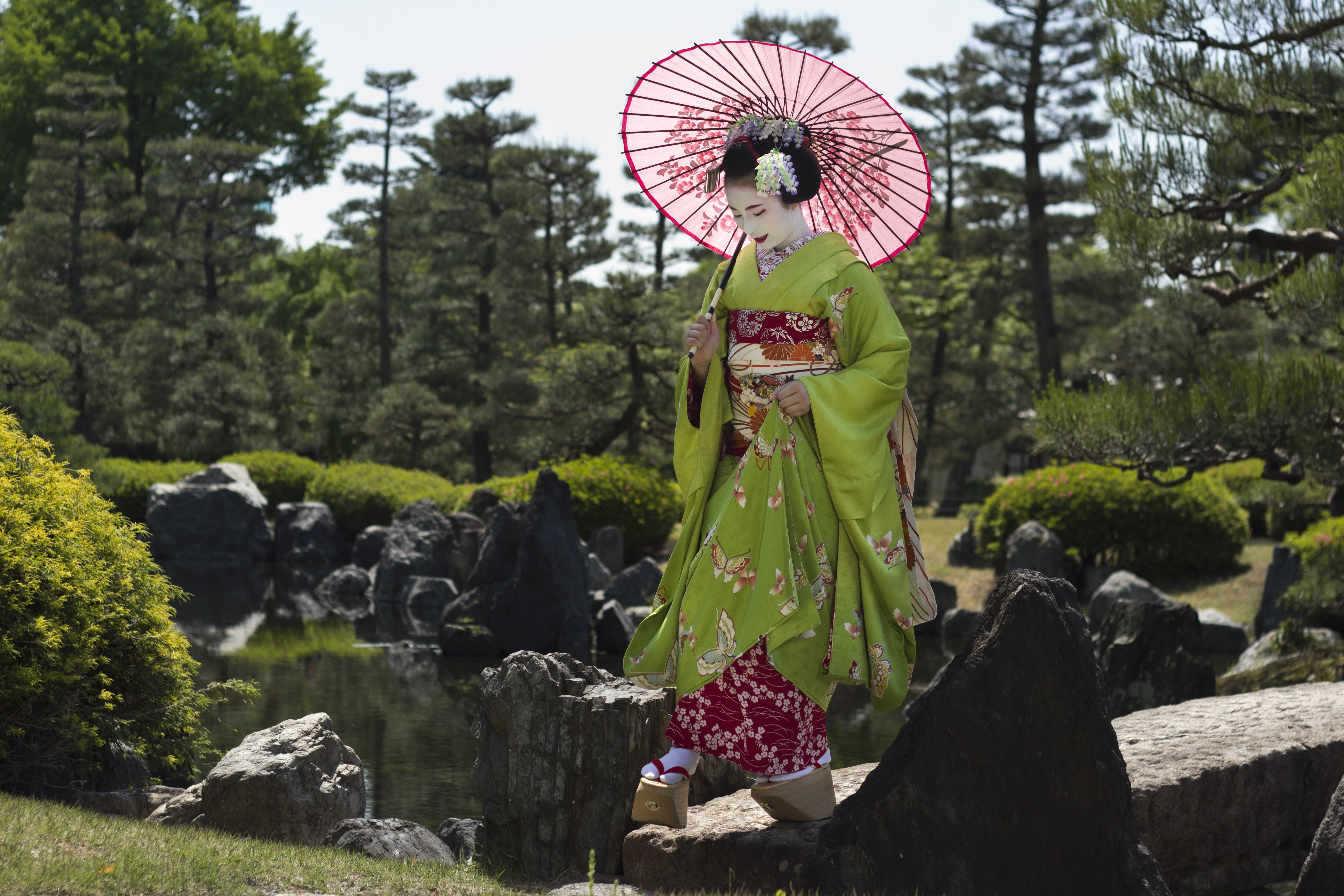
Fukunae maiko

##### Ruházat
Kimonó
Furiszode stílusú kimonó és darari no obi. Ez a két ruhadarab jellemzi legjobban a maikókat. Régen csak kislányok lehettek maikók, ezért szükséges volt a kimonót a méreteikhez szabni; akárhány évesek is voltak, mindig kislánynak kellett tűnniük. Ez a történelmi hagyomány állhat a mai maikók viseletének hátterében. A kimonó hosszú ujja mellett a szegést is hosszabbra hagyják mint egy normál kimonón, ezért ha egy maiko az utcán sétál, a bal kezében fognia kell az anyagdarabot. Egy maiko kimonója esetében a nehéz lógó öv mellett a kimonó ujja (furi) mélyen lelóg. Egy táncelőadás során a tanoncnak több alkalommal is karjai köré kell tekernie a kimonó ujjait, nehogy elbotoljon bennük. A kimonó nyaka a kezdetekben mindig piros, fehér hímzéssel, majd a maiko fejlődésével változik meg tiszta fehérre. A kimonó nyakának pirosról fehérre történő váltását „erikaének” hívják. Ezzel párhuzamosan a kimonójuk mintája is megváltozik. A nagy és feltűnő mintákat nyugodtabb, letisztultabb minta váltja fel. (A kimonót az okijától kapja kölcsön a maiko.) Ezekből a jelekből lehet felismerni, hogy egy maiko milyen szinten van. 

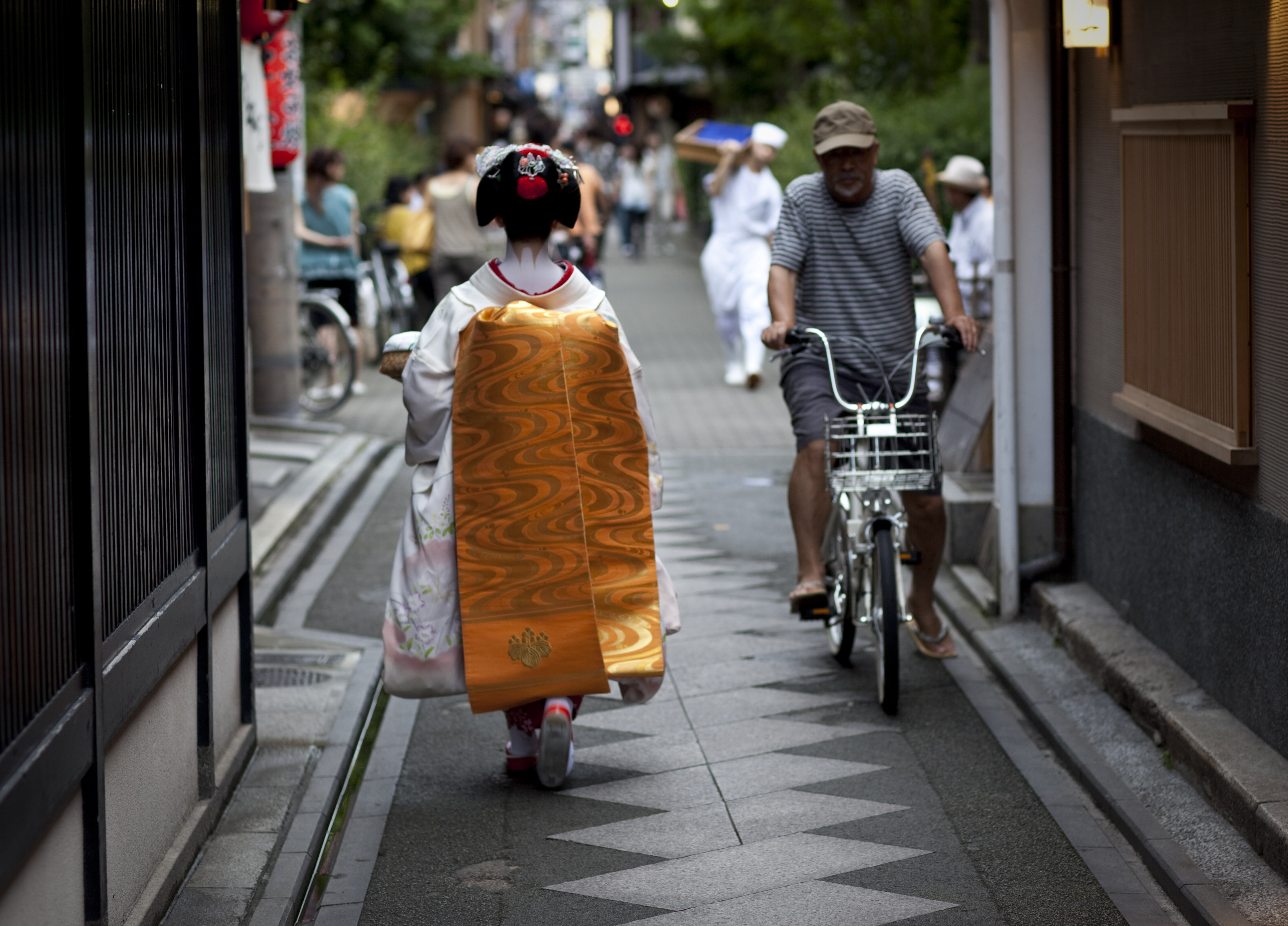
Maiko, obival

Darari no obi: ez az elengedhetetlen darab mondhatni a maikók szimbóluma. Az obi (a kimonó öve), több mint öt méter hosszú, így a viselője egyedül nem tudja felvenni. Az obi végei egészen a lány vádlijáig leérnek, csak akkor fognak normál obit hordani, ha már geikóvá váltak. A sikomiszanok (maikó növendékek) handarát használnak, aminek legalább a fele az obi két végén lóg. Igazából a darari no obi eredeti funkciója volt, hogy a kislányok ebben menjenek az úgynevezett Sicsigoszan fesztiválra (3,5-7 éves gyerekek fesztiválja).
Okobo
A maikók körülbelül 10 cm magas fapapucsot viselnek, melynek neve okobo. A nevét arról a hangról kapta, amit séta közben ad ki („kobo”= „kopp”). Ez a papucs nem alkalmas hosszú távok megtételére, de státusszimbóluma van. Egy okobo alapján is megállapítható, hogy egy maikó vagy akár egy gésa milyen ranggal rendelkezik. Ha esik vagy egy emelkedőn kell haladnia, a rendes, „normál” lábbelijét használja. Az okobo szalagja általában piros, de itt is érvényesül az a szabály, miszerint a színek váltakoznak a megszerzett tudás, tapasztalat mértékétől függően, mint a galléroknál.

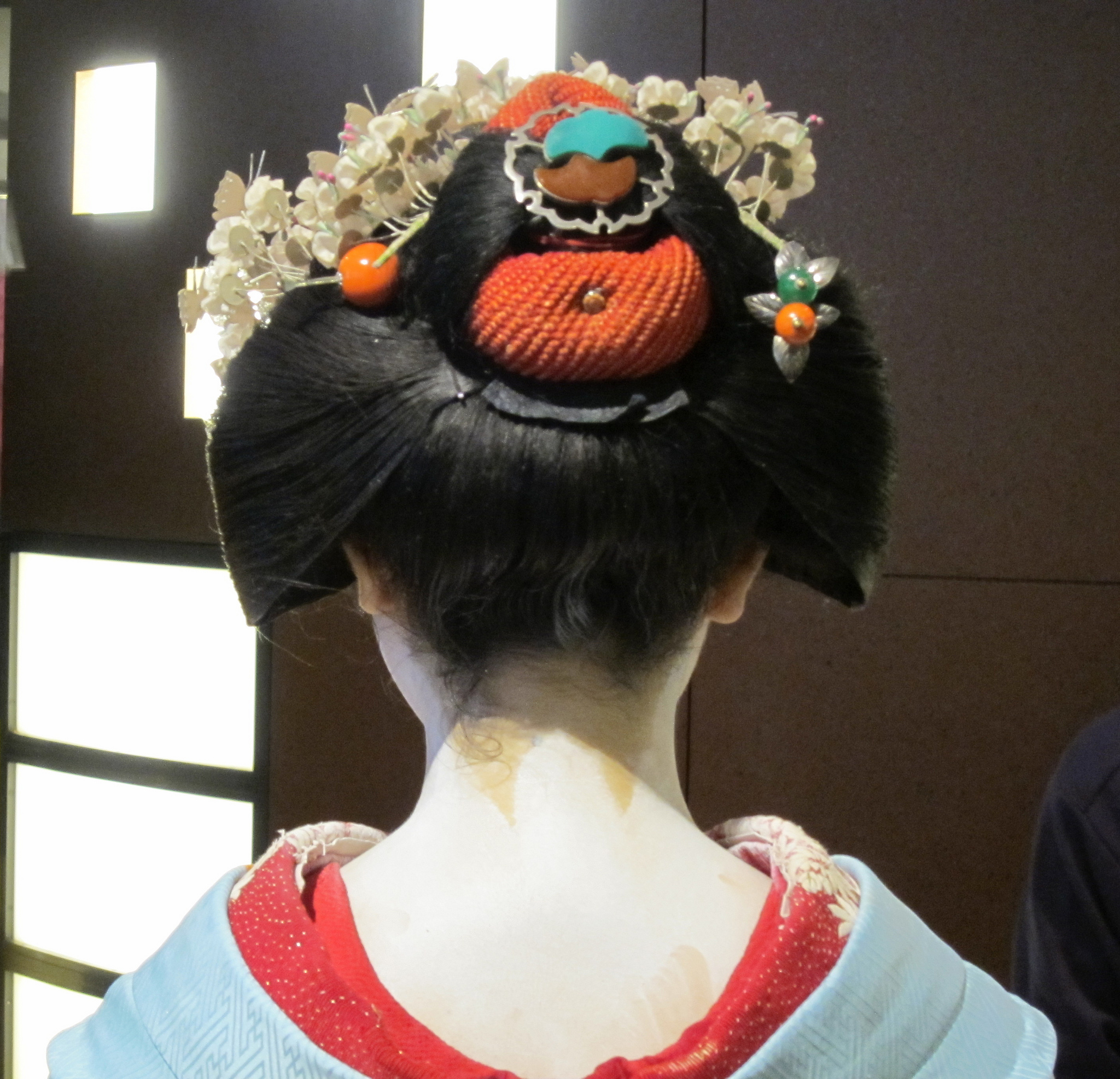
Varesinobu

#### Hajviselet
A maikók egyik tipikus ismertetőjele a hajviselet. Ez nem egy paróka (bár annak tűnhet) és a maiko fejlődésével változik. Ezt a stílust többféle hajkorona is képviseli, de az első évet mindig a varesinobu stílussal kezdik. Egy-két év után ezt lecserélik az ofuku stílusra. Különböző különleges eseményekkor, mint például a Gion fesztiválon a kacujama stílus a jellemző. Mivel nagyon szigorú szabályok között kell élniük, tilos kedvük szerint változtatni a frizurájukat. 
- Varesinobu: az ofukuhoz képest keskenyebb és a kanoko szalag feljebb van megkötve. A szalag színe itt mindig piros.
- Ofuku: a varesinobuhoz képest szélesebb és a szalag lejjebb van megkötve. Itt a Kanoko szalag színe lehet rózsaszín, kék, stb.

Kanzasi

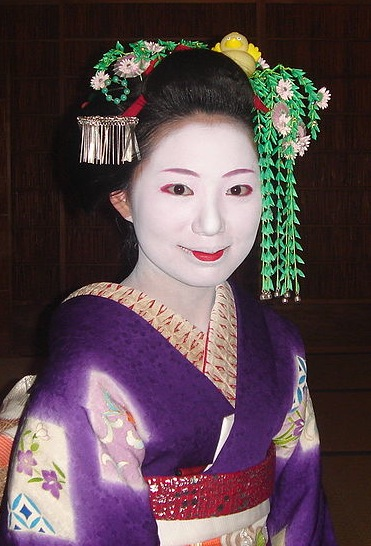
Gioni maiko, júniusi kanzasival a hajában

A kanzasi a maikók díszítő hajtűje. Sokféle hajtű létezik, de a legkiemelkedőbb a cumami kanzasi, mely a hónapoknak megfelelő virágokkal és falevelekkel van díszítve. Kétféle cumami kanzasit hordanak a maikók, szintjüknek megfelelően. Az elsőéves maikók hajtűjén található az ún. bura, ami lecsüng róla, míg az idősebb maikóknak már nincs burájuk. Az évek során a cumami hajtűt díszítő virágok mérete is változik, egyre nagyobbak lesznek. Az elrendezést az évszakok és a különböző események alapján állapították meg:
- Január: erdei fenyő, bambusz és szilva
- Február: szilva, díszítő golyó, papírforgó
- Március: repcevirág, nárcisz, barackos bazsarózsa
- Április: cseresznye, gorocsó
- Május: lilaakác, írisz
- Június: fűzfa, hortenzia
- Július: legyező
- Augusztus: pampa fű, hajnalka
- Szeptember: léggömbvirág, bokorhere
- Október: krizantém
- November: juhar, ginkó
- December: minamiza no kaomisze maneki és más hajtűk, mint a hiraucsi kanzasi, tama Kanzasi, makie kanzasi, stb. Ezeket különböző szabályok alapján mind egy időben hordják.

Mivel rengeteg szabályra kell figyelni a hajtű elrendezését és kinézetét illetően, meg lehet állapítani, hogy egy maiko hol tart a képzésben.

#### Smink

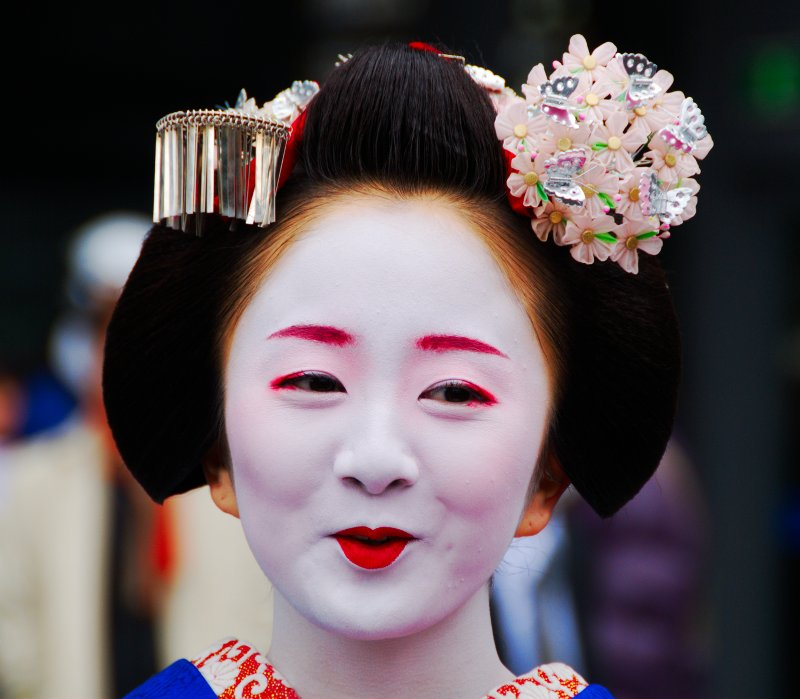
Maiko smink

A maikóknak – csakúgy, mint a gésáknak – fehérre van festve az arcuk, amit maguk csinálnak meg. A tanuló gésák hagyományos sminkje a vastag fehér alapsmink piros rúzzsal, valamint piros és fekete kihúzással a szemeken és szemöldökön. Eredetileg a fehér alapmaszkot ólom hozzáadásával készítették, de miután a Meidzsi-korban felfedezték annak mérgező hatását a bőrre, illetve hogy bőr- és hátproblémák alakultak ki általa az idősebb gésáknál, rizsporra cserélték. Azért fehérre festik az arcukat, mert a múltban így könnyebben lehetett felismerni őket gyertyafénynél. (A kabukiszínészek is pontosan ebből az okból teszik ugyanezt.) Az első évben csak az ajkuk alsó részét festik vörösre, majd a második évben kezdik a felső ajkukat is festeni, de sokat számít az, hogy az adott maiko hogy néz ki, mi áll neki jól. Egy maikónak mindenképp fiatalabbnak kell kinéznie, akár első éves, akár nem. Ezt a döntést (is) általában az okija okamija hozza. A nyakuk hátsó részén még található egy fekete csík, amit szintén saját maguknak csinálnak meg. Egy-egy fontosabb esemény vagy fesztivál alkalmából három csíkot húznak, ehhez viszont már segítséget vesznek igénybe.

## Napirendje

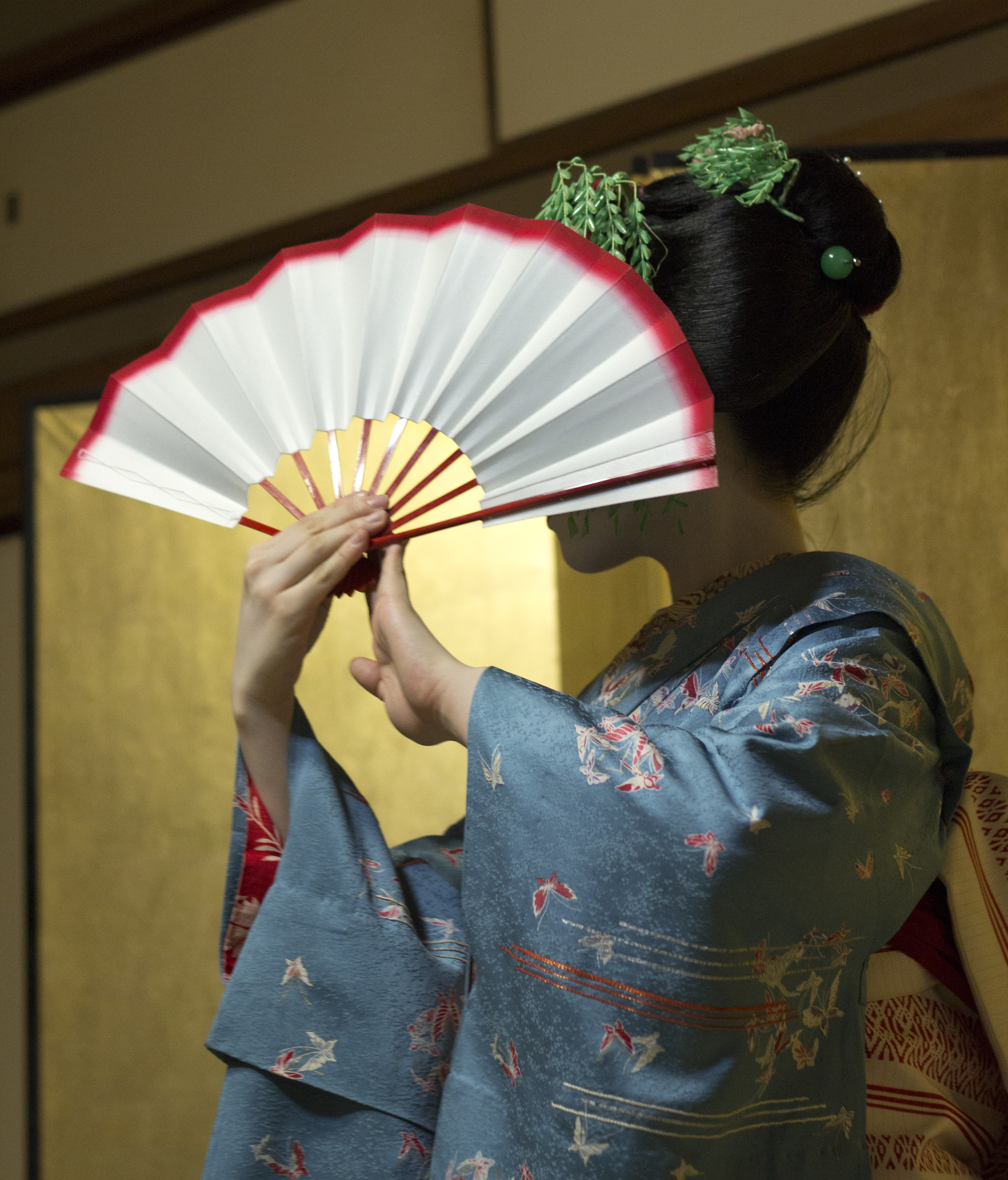
Maiko legyezővel táncol

- Ébredés: Mosakodás, öltözés, reggeli előkészítése
- Táncóra: Az óra menete általában az oktatótól függ. Vagy az idősebbektől tanul és megpróbálja utánozni őket, vagy a tanár mondja meg mit s hogyan csináljon.
- Ebéd: Néha visszamegy az okijába és ott eszik, vagy a többi maikóval egy gyorsbüfébe vagy étterembe mennek.
- Gyakorlat: Ez egy elég hosszú periódust foglal magába. Itt tanulhatja meg és gyakorolhatja a táncot, a zenét. A gyakorlatok után visszatér az okijába és lepihen egy kicsit. Ezután elkezdődhet a készülődés az ozasiki partira: előkészíti a haját és belerakja a kanzasiját, majd a smink következik. Először befesti az arcát és a nyakát fehér festékkel, kihúzza a szemét feketével és pirosra festi az ajkait. Miután mindezzel elkészült, egy idősebb maiko segít neki fölvenni a kimonóját, hiszen azt egyedül szinte képtelenség, már csak az ötméteres obi miatt is. A kimonót az okija okamija választja és készíti ki.
- Este: okobo papucsot viselve elindul, köszönti a nála idősebb maikókat, „munkatársait” és elindul a partira.
- Éjjel (ozasiki): A partin a maiko feladata, hogy szakét szolgáljon fel a vendégeknek, táncoljon és beszélgessen. Néha van, hogy egy nap több ilyen partira is elmennek. Általában ezek éjjel 1 körül érnek véget.
- A parti után: Miután visszatért az okijába, lemossa a sminkjét, majd kb. éjjel 2 körül lefekszik.

##### Szabadnapok
Minden hét második vasárnapját megkapják szünetnek, ami két napot jelent egy hónapban. A többi szabadnapot a mijako odori ünnepség után kapják meg (5-6 nap), a nyári szünet ideje alatt 3-4 napot kapnak, év végén pedig tíz napot. Más munkákhoz hasonlítva egy maiko viszonylag kevés szabadnapot kap, de amit kap, azt úgy tölti, mint mások: moziba jár, vásárolni megy a barátnőivel és kirándulni. Szabadnapjaikon mindennapi ruhákat és frizurát hordanak.

## Amizuage

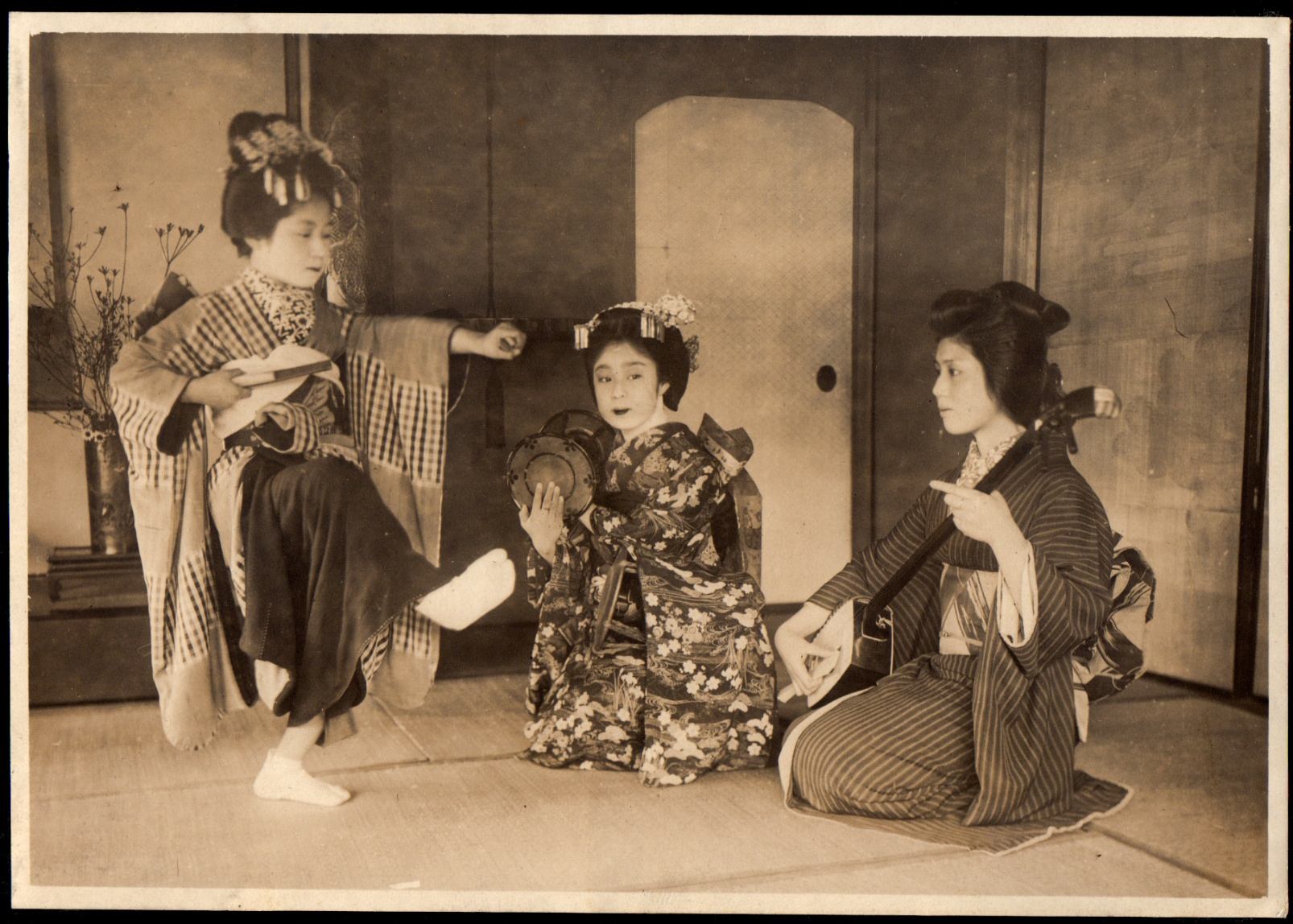
Maiko a Taisó-korszakban

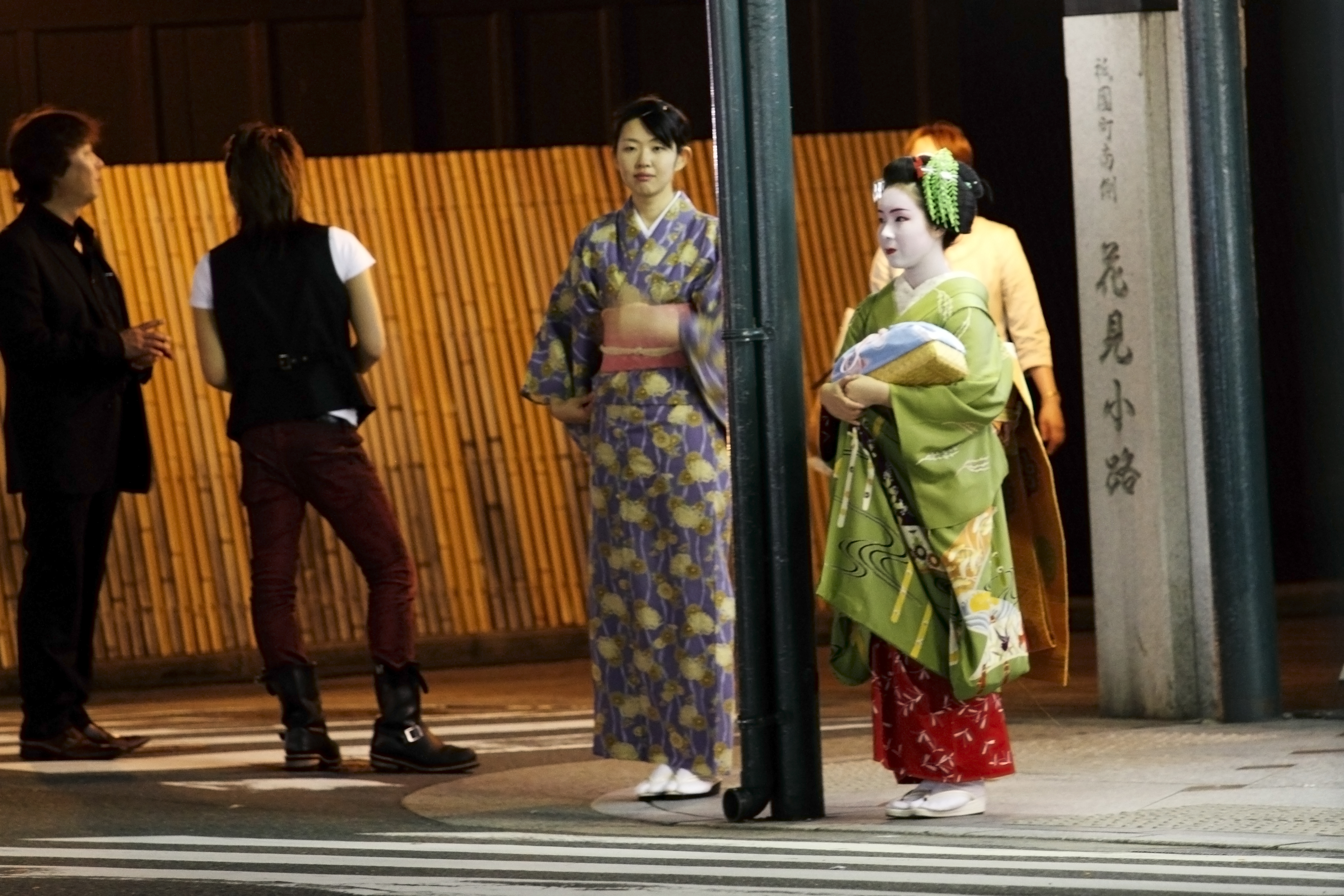
Maiko és sikomiszan napjainkban

Sokan úgy vélik, hogy a maikók prostituáltak, az úgynevezett mizuage miatt. A mizuage egy ceremónia, melyen a maikók esnek át egy bizonyos kor elérése után. Az Edo-kor idején a kurtizánok e ceremóniáját egy pártfogó támogatta, akik rendelkeztek azzal a joggal, hogy pártfogoltjuk szüzességét elvegyék. Ez a gyakorlat 1959-ben illegálissá vált. Minden maikónak át kell esnie ezen a ceremónián, hogy teljes jogú gésává válhasson. A mizuage-pártfogó feladatának elvégzése után semmi további kapcsolatba nem kerülhetett a nővel. A mizuage ceremónia nem számított prostitúciónak a gésák részéről. A pénz, amit egy maiko kapott érte, nagyon nagy összeg volt, és a gésaként való bemutatkozás anyagi fedezeteként használták fel. Ez a folyamat a maiko akaratától függetlenül zajlott le és itt is az okija döntött arról, kinek is adja oda a lányt. Ez általában az volt, aki a legtöbbet ajánlotta érte.  Az okija rengeteg pénzt fektet bele egy maiko taníttatásába, öltöztetésébe és ilyen módon kárpótolták magukat. Ma már nem így zajlik egy mizuage kiválasztása. A maiko eldöntheti, hogy bele akar-e menni az egyezségbe vagy sem. Az is megeshet, hogy szerelmes lesz és a párja lesz az ő mizuagéja. Akárhogy is történik a mizuage kiválasztása, a férfinak mindenképpen fizetnie kell, tulajdonképpen „megveszi” a lányt az okijától. Néhány esetben még az is előfordulhat, hogy a lányra költött összes pénzt visszafizettetik vele.